# Peter & Moritz
La Autowerke Peter & Moritz AG fu un costruttore tedesco di automobili, attivo dal 1921 al 1923 a Eisenberg e dal 1923 al 1925 a Naumburg (Saale).

## Storia
Il venditore di Eisenberg Paul Peter e l'ing. Karl Moritz da Berlino fondarono il 25 marzo 1919 la società Automobilwerke Peter & Moritz nella forma giuridica Offene Handelsgesellschaft, con scopo sociale secondo il registro della camera di commercio Verkauf, Bau, Betrieb und Reparatur von Kraftfahrzeugen (vendita, costruzione, avviamento e riparazione di veicoli a motore). Come direttore fu posto l'ing. Wilhelm Gehring (anche Willi Gehring). Il 23 giugno 1920 venne registrato da Peter, Moritz e Gehring all'Ufficio brevetti un modello di utilità per una autovettura, che successivamente percorse 600 km di test. Questo veicolo costava 10.000 Goldmark. Con un aumento dicapitale la società divenne nel 1921 una società per azioni. Si spostarono in località Naumburg e con 300 dipendenti costruirono circa 70 vetture al mese.
L'inflazione degli anni '20 in Germania fece diminuire le vendite di autoveicoli. La fine arrivò con la riforma della valuta nell'autunno 1923 che indebolì ulteriormente la capacità di acquisto di potenziali clienti di utilitarie. Con la concorrenza sempre più agguerrita la società andò in crisi finanziaria. Nel marzo 1925 vennero messe sotto ipoteca i macchinari. Altre garanzie di pagamento furono le automobili non ancora finite nella fabbrica. Si dovette nel dicembre 1925 dichiarare insolvente la società.
Willi Gehring, che fu fino all'ultimo con Paul Peter alla guida della società, rilevò nel 1926 dal fallimento alcuni macchinari, con i quali aprì una officina di riparazione, la Maschinenfabrik Gehring di Naumburg an der Saale.

## Autoveicoli
Sotto il nome Peter-Moritz venne commercializzata una Turismo con 5/15 HP di potenza e una Sport con 5/20 HP di potenza.